# Bad Waldsee
Bad Waldsee är en stad  i Landkreis Ravensburg i det tyska förbundslandet Baden-Württemberg. Bad Waldsee, som för första gången nämns i ett dokument från år 926, har ungefär 21 000 invånare. Staden hette före 1956 Waldsee.
Staden ingår i kommunalförbundet Bad Waldsee tillsammans med kommunen Bergatreute.